# Contea di Wenchuan
La contea di Wenchuan è una contea della Cina che si trova nella provincia di Sichuan, sotto la giurisdizione della prefettura autonoma tibetana e Qiang di Aba. La contea ricopre una superficie di circa 4000 chilometri quadrati e nel 2005 ospitava una popolazione di circa 105.000 abitanti. 
Nel territorio si trova la riserva naturale di Wolong. Nel 2008 fu colpita da un forte terremoto.

Vista del capoluogo ricostruito dopo il terremoto del 2008

## Centri abitati
- - Weizhou (威州镇)
  - Xuankou (漩口镇)
  - Shuimo (水磨镇)
  - Yingxiu (映秀镇)
  - Miansi (绵虒镇)
  - Wolong (卧龙镇)
  - Keku (克枯乡)
  - Longxi (龙溪乡)
  - Yanmen (雁门乡)
  - Caopo (草坡乡)
  - Yinxing (银杏乡)
  - Sanjiang (三江乡)
  - Gengda (耿达乡)
  - Baihua (白花乡)